# アニソンCLUB!
『アニソンCLUB!』（アニソンクラブ）は、TOKYO MXで2015年1月8日から2016年12月23日まで放送していたアニメソング系の音楽番組。2015年4月からはBSフジでも放送が開始され、2016年12月まで放送した。

## 概要
元はMAGES.が運営する「animeloLIVE!」にて、2014年6月28日から会員限定配信を開始したインターネットテレビ番組だった。
やがて本番組は、本格派アニソンアーティストゲスト主体の「アニソンCLUB!-R（アール）」と、女性アニソンアーティストや声優アーティストゲスト主体の「アニソンCLUB!-i（ラブ）」に分派し、2015年1月からはTOKYO MXでテレビでの放送も開始された。2015年4月からは放送曜日が変更となる。そして2015年4月からはBSフジでも放送が開始されたことにより、日本全国でのテレビ視聴が可能になった。またBSフジでは、7月のみ「アニソンCLUB!-N」が放送された。
テレビでは放送されてなかったが、「アニソンCLUB!-A」（エース）というのもあった。
番組収録は東京都内のライブハウスなどを会場にした、公開収録（同時に一部無料開放のインターネット生配信を実施）形式であり、一般客の観覧は「animeloLIVE!」加入会員からの応募による抽選無料招待制だった。
テレビでの放送形態は、『R』と『i』を隔週交代の前後編となり、1時間分を2週で放送していた
2016年春から番組終了までの「アニソンCLUB!」としての放送では、収録はライブイベントとして公開で行われた（「animeloLIVE！」最速先行を実施）。その模様は1ヶ月以上に渡って分割して放送された。
ちなみに「animeloLIVE！」は番組終了後の2017年2月をもって運営を終了した。

## 司会

### アニソンCLUB!-R
- motsu
- ZAQ
- 華山梨彩（アシスタント）

#### 過去
- 景山菜奈 （アシスタント、2015年1月8日 - 2015年4月10日）

### アニソンCLUB!-i
- 新田恵海
- 大橋彩香

### アニソンCLUB!-N
- 奥井雅美
- 鈴木このみ
- BAN BAN BAN（鮫島博己、山本正剛[注 3]）

### アニソンCLUB!-A
- 鈴木裕斗
- 増田俊樹

### アニソンCLUB!
- 伊福部崇
- 向清太朗（天津）

## ゲスト

### アニソンCLUB!-R
- 2015年1月8日、15日 - 鈴木このみ
- 2015年2月5日、12日 - fhána
- 2015年3月5日、12日 - 黒崎真音
- 2015年4月3日、10日 - 影山ヒロノブ[注 4]
- 2015年5月8日、15日 - SCREEN mode
- 2015年6月5日、12日 - 佐々木恵梨[注 5]
- 2015年7月3日、10日、17日 - angela（スペシャルゲスト - カスタマイZ）
- 2015年8月7日、14日 - いとうかなこ
- 2015年10月9日、16日 - 茅原実里
- 2015年11月6日、13日 - 松本梨香
- 2015年12月18日、25日 - 遠藤正明（単独での最終放送）

### アニソンCLUB!-i
- 2015年1月22日、29日 - 堀江美都子
- 2015年2月19日、26日 - Wake Up, Girls!（青山吉能、山下七海、奥野香耶）[注 6]
- 2015年3月19日、26日 - 内田真礼
- 2015年4月17日、24日 - 田所あずさ
- 2015年5月1日 - Pile（特別編）
- 2015年5月22日、29日 - 内田彩
- 2015年6月19日、26日 - i☆Ris（茜屋日海夏、芹澤優、久保田未夢）
- 2015年7月24日、31日 - 飯田里穂
- 2015年8月21日、28日 - イヤホンズ（高野麻里佳、高橋李依、長久友紀）
- 2015年10月23日、30日 - 楠田亜衣奈
- 2015年11月20日、27日、12月4日、11日 - i☆Ris（茜屋日海夏、芹澤優、久保田未夢、山北早紀、若井友希、澁谷梓希）、Wake Up, Girls!（吉岡茉祐、永野愛理、田中美海、青山吉能、山下七海、奥野香耶、高木美佑）、竹達彩奈（スペシャルゲスト - こにわ）[注 7]
- 2016年2月19日、26日 - 遠藤ゆりか
- 2016年3月18日、25日、4月1日、8日 - Pile、アフィリア・サーガ（スペシャルゲスト - こにわ）（単独での最終放送）[注 8]

※ 2015年9月4日から9月25日は上半期総集編、同年10月2日は「アニソンCLUB!-i in大宮ソニックシティ」の直前特番、2016年1月8日、15日は「アニソンCLUB!-i in大宮ソニックシティ」の総集編を放送。
※2016年1月1日は特番のため休止。
※2016年1月22日から2月12日はiとRのコラボ特番「iとRの頂上決戦（ラブとアールのちょうじょうけっせん）」を放送。
※2016年3月4日、11日は『アニソンCLUB! in ディファ有明-AnimeJapan前夜祭-直前スペシャル』（ゲスト - i☆Ris（芹澤優、澁谷梓希）、ハッカドール（山下七海、奥野香耶、高木美佑）、司会:サンキュータツオ）を放送。
※2016年4月15日から5月20日は『アニソンCLUB! in ディファ有明-AnimeJapan前夜祭』（ゲスト - i☆Ris、三森すずこ）を放送。

### アニソンCLUB!
- 2016年6月3日、10日、17日、24日、7月1日、8日、15日（総集編） - 飯田里穂、大木貢祐、鈴木このみ、ZAQ、田所あずさ、ChouCho、花谷麻妃、村川梨衣、motsu、鈴木亜美（シークレットゲスト） 、アシスタントMC - 吉岡茉祐、山下七海（Wake Up, Girls!） - 2016年5月1日 豊洲PIT
- 2016年7月22日、29日：井上和彦、岩田光央、NEW YOUNG (小野坂昌也)（特別編扱いにより、司会は伊福部のみ） - 2016年6月3日 ポニーキャニオンイベントスペース
- 2016年8月5日、12日、19日、26日、9月2日、9日、16日（総集編） - 大橋彩香、ZAQ、茅原実里、TRUE、Machico／motsu、D-selections（若井友希、澁谷梓希、（i☆Ris）、吉岡茉祐、青山吉能、（Wake Up, Girls!）、小林竜之）、Pyxis（伊藤美来、 豊田萌絵）、アシスタントMC - 山北早紀、久保田未夢（i☆Ris） - 2016年7月2日 ディファ有明
- 2016年9月30日、10月7日、松本梨香、鈴木このみ、motsu（特別編扱いにより、司会は伊福部のみ） - 2016年8月10日 ポニーキャニオンイベントスペース
- 2016年10月14日、21日、28日、11月4日、11日、18日、25日（総集編） - every♥ing!（山崎エリイ、木戸衣吹）、奥井雅美、鈴木このみ、新田恵海、ミルキィホームズ（徳井青空＆佐々木未来）、Fuki（Fuki Commune）、和島あみ、 アシスタントMC - 永野愛理、高木美佑（Wake Up, Girls!） - 2016年9月19日 ディファ有明
- 2016年12月2日、9日、16日、23日（最終回） - OxT、KENN、specoco、羽多野渉、motsu、SCREEN mode、Fo'xTails、アシスタントMC 小林竜之 - 2016年11月12日 ディファ有明

## スタッフ
- 構成 - 渡邊純也→伊福部崇
- AD - 武長京輔、海老名芳明、鈴木郁也、長田瑞樹
- 配信 - 大島樹堂
- 広報 - 海藤由子
- SW - 霞健人、松崎良介
- TD・編集 - 柏倉幸二、鷲欽也、茂呂裕一郎
- ディレクター - 田頭寿、林崇文、冨家小夜、新井結花、原田浩一、久藤拓実
- プロデューサー - 久保田克彦→高嶋克史[注 10]、福田啓介、尾山仁康[注 11]、齋藤P
- エグゼクティブプロデューサー - 太田豊紀
- 協力 - S、ホリプロ/ランティス、エイベックスマネジメント、スペースクラフト、アップライツ、賢プロダクション
- 制作協力 - GlFTED PlCTURES JAPAN（2016年6月 - ）
- 制作 - TOKYO MX
- 制作著作 - MAGES.

## テーマソング

### アニソンCLUB!-i

#### ラブ+I・N・G
「ラブ+I・N・G」（ラブ アイ・エヌ・ジー）は、つん♡へごの楽曲。新田恵海（つんさん）と大橋彩香（へごちゃん）がMCを務める『アニソンCLUB!-i』のテーマソングである。作詞はRUCCA、作曲はElements Gardenの上松範康が担当した。2015年9月5日に5pb.Recordsから発売された。
2015年8月28日から8月30日までさいたまスーパーアリーナで開催されたAnimelo Summer Live 2015 -THE GATE-で、本作品が先行発売された。つん♡へごは本公演3日目に出演し、「ラブ+I・N・G」を披露した。
収録曲
DISC 1 CD
1. ラブ+I・N・G
歌 - つん♡へご（新田恵海、大橋彩香） / 作詞 - RUCCA / 作曲 - 上松範康（Elements Garden）
  - 公式視聴動画（YouTube）

2. ラブ+I・N・G（つんさん Ver.）
歌 - つんさん（新田恵海）
  - つんさんソロバージョン。

3. ラブ+I・N・G（へごちゃん Ver.）
歌 - へごちゃん（大橋彩香）
  - へごちゃんソロバージョン。

4. ラブ+I・N・G（つんさんと歌おう！）
歌 - つんさん（新田恵海）
  - つんさんとデュエットできるカラオケバージョン。

5. ラブ+I・N・G（へごちゃんと歌おう！）
歌 - へごちゃん（大橋彩香）
  - へごちゃんとデュエットできるカラオケバージョン。

6. ラブ+I・N・G（カラオケ）
7. おまけ♡トーク

DISC 2 DVD
1. ラブ+I・N・G（Music Clip）